# 小行星4003
小行星4003（英語：4003 Schumann）是一颗围绕太阳公转的小行星。1964年3月8日，佛蒙特·伯根在陶腾堡发现了此天体。
这颗小行星的绝对星等为108.91262等。